# الساندرو برسلی
الساندرو برسلی (انگلیسی: Alessandro Berselli؛ زادهٔ ۲۰ سپتامبر ۱۹۹۰) بازیکن فوتبال اهل ایتالیا است.
از باشگاه‌هایی که در آن بازی کرده‌است می‌توان به باشگاه فوتبال پارما اشاره کرد.